# Бранкалеоне (коммуна)
Бранкалеоне (итал. Brancaleone) — коммуна в Италии, располагается в регионе Калабрия, подчиняется административному центру Реджо-Калабрия.
Население составляет 3861 человек, плотность населения составляет 110 чел./км². Занимает площадь 35 км². Почтовый индекс — 89036. Телефонный код — 0964.
Покровителем коммуны почитается святой апостол Пётр, празднование 29 июня.